# Jakub Horčický z Tepence

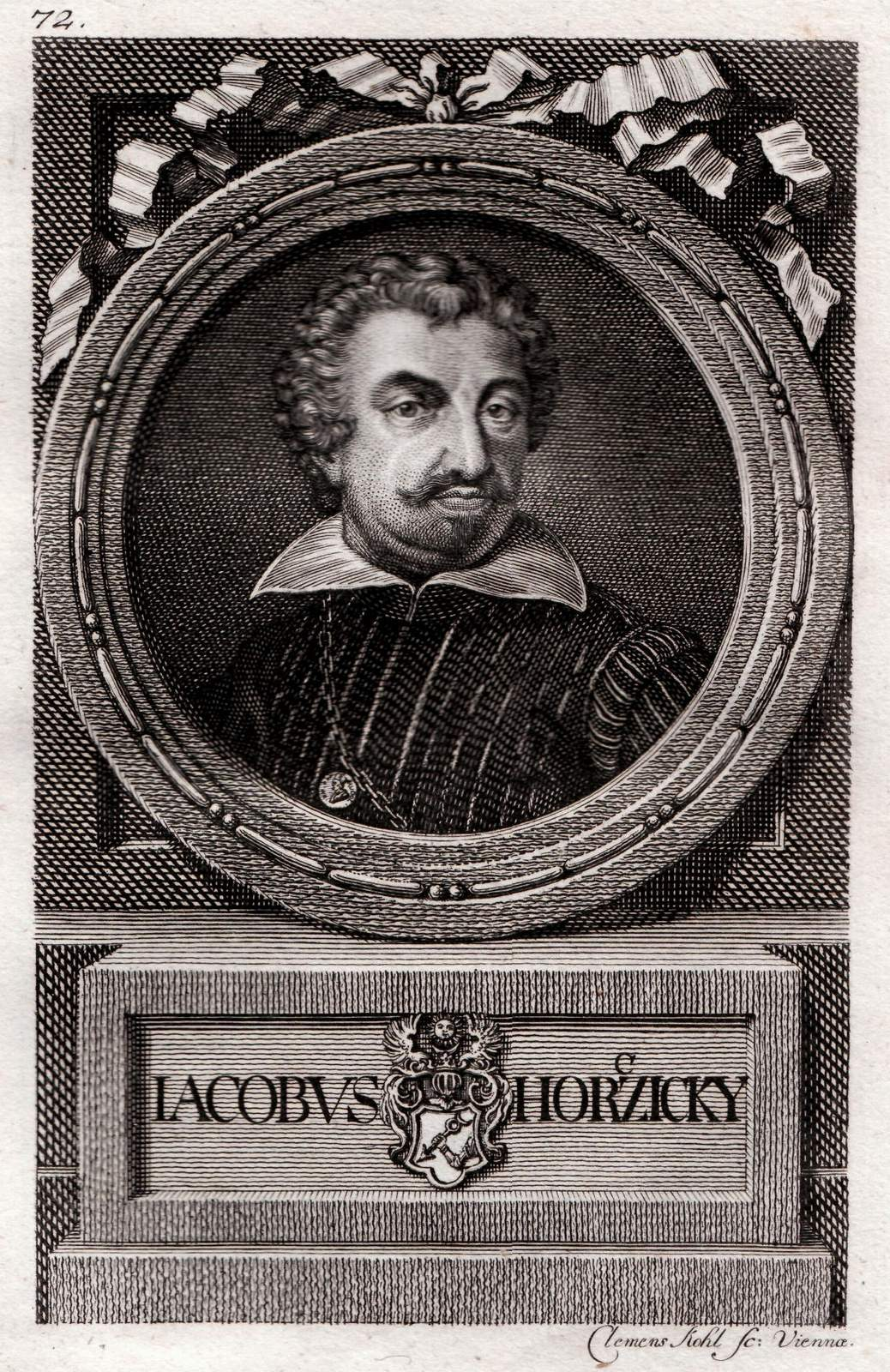
Jakub Horčický
Kupferstich von Johann Balzer (1772)

Jakub Horčický z Tepence (* um 1575 in Krumau; † 1622 in Prag) war ein böhmischer Mediziner, Pharmazeut und Chemiker.

## Namensvarianten
Von Horčickýs Namen finden sich zahlreiche Varianten, darunter: Jakob Horčický von Tepenec; Jakub Horcicky de Tepenec; Jacobus de Tepenec; Jacobus Sinapius. Es finden sich auch Varianten mit der Schreibung Tepenecz.

## Leben
Der unter ärmlichen Verhältnissen aufgewachsene Jakob kam im Kindesalter als Küchenjunge in das Krumauer Jesuitenkolleg. Nachdem dort seine Intelligenz erkannt wurde, besuchte er das Gymnasium und praktizierte anschließend zwei Jahre in einer Apotheke. Dort erwarb er Kenntnisse der Kräuterkunde und der Chemie.
1598 verließ er Krumau und studierte zwei Jahre Philosophie an der Prager Karls-Universität. Daneben war er Verwalter des Botanischen Gartens der Jesuiten an der Moldau. In diesem Garten baute Horčický Heilkräuter an, aus denen er Tinkturen abzog. Seine Arzneimittel erfreuten sich großer Beliebtheit und wurden nach ihm als „sinapische Wässer“ bezeichnet. Bereits 1600 verließ er jedoch Prag und ging nach Jindřichův Hradec, um die Aufsicht über das dortige Jesuitenseminar zu übernehmen.
Wegen seiner botanischen Kenntnisse rief ihn Kaiser Rudolf II. an den Hof. In kaiserlichem Dienst kam Horčický zu Wohlstand und Ansehen, erst recht, nachdem seine Arzneien den Kaiser von einem Leiden befreit haben sollen, das von den Hofärzten nicht behandelt werden konnte. Er soll sogar in der Lage gewesen sein, dem Kaiser ein Darlehen zu geben. Dafür erhielt er die Stadt Mělník zum Pfand. Am 20. Oktober 1608 wurde er mit dem Prädikat „von Tepenec“ in den Adelsstand erhoben. 
Nach dem Tod des Kaisers 1612 zog er sich auf seine Güter zurück. 1622 zog er sich bei einem Sturz vom Pferd eine so schwere Verletzung zu, dass er kurze Zeit später starb. Er ist in der Salvatorkirche in Prag begraben.
Aufgrund eines Namenseintrags wird vermutet, dass sich das rätselhafte Voynich-Manuskript zeitweise in seinem Besitz befand.